# 김규남 (정치인)
김규남(金圭南, 1929년 7월 15일~1972년 7월 13일)은 대한민국의 정치인이다. 제7대 국회의원을 지냈다.

## 생애
1929년 7월 15일, 보성군에서 태어났다. 전남일보의 기자를 지냈으며 한국외국어대학교의 교수를 지내기도 했다.
제5대 국회의원 선거를 앞두고 무소속으로 보성군 선거구에 출마했으며 9.86%의 득표율로 4위로 낙선했다. 이후 민주공화당에 입당했으며 제7대 국회의원 선거에서 민주공화당의 전국구 국회의원으로 당선되었다.
1969년, 유럽 간첩단 사건에 연루되면서 체포되었으며 이로 인해 법원에서 사형이 확정되었다. 1972년 7월 13일, 서울구치소에서 사형이 집행되었다.
2015년 12월, 유럽간첩단 사건이 재심을 통해 무죄가 선고되었다.

## 역대 선거 결과
|  | 9.86% |

|  | 50.6% |